# MNCTV
MNCTVは、1990年8月1日に設立されたインドネシアの民間テレビ局。
最初は教育番組のみを放送していたが、その後、他のインドネシアのテレビ局と同様になり、クイズ、シネトロン、リアリティテレビ番組、スポーツ番組、ダンドゥット音楽などを放送している。